# Nagaoka-kyo
Nagaoka-kyō (長岡京) was van 784 tot 794 de hoofdstad van Japan. De stad zou volgens overlevering in het district Otokuni in de provincie Yamashiro hebben gelegen, ongeveer waar nu Nagaokakyo ligt. Andere delen van de stad lagen in het huidige Mukō en Nishikyō-ku.

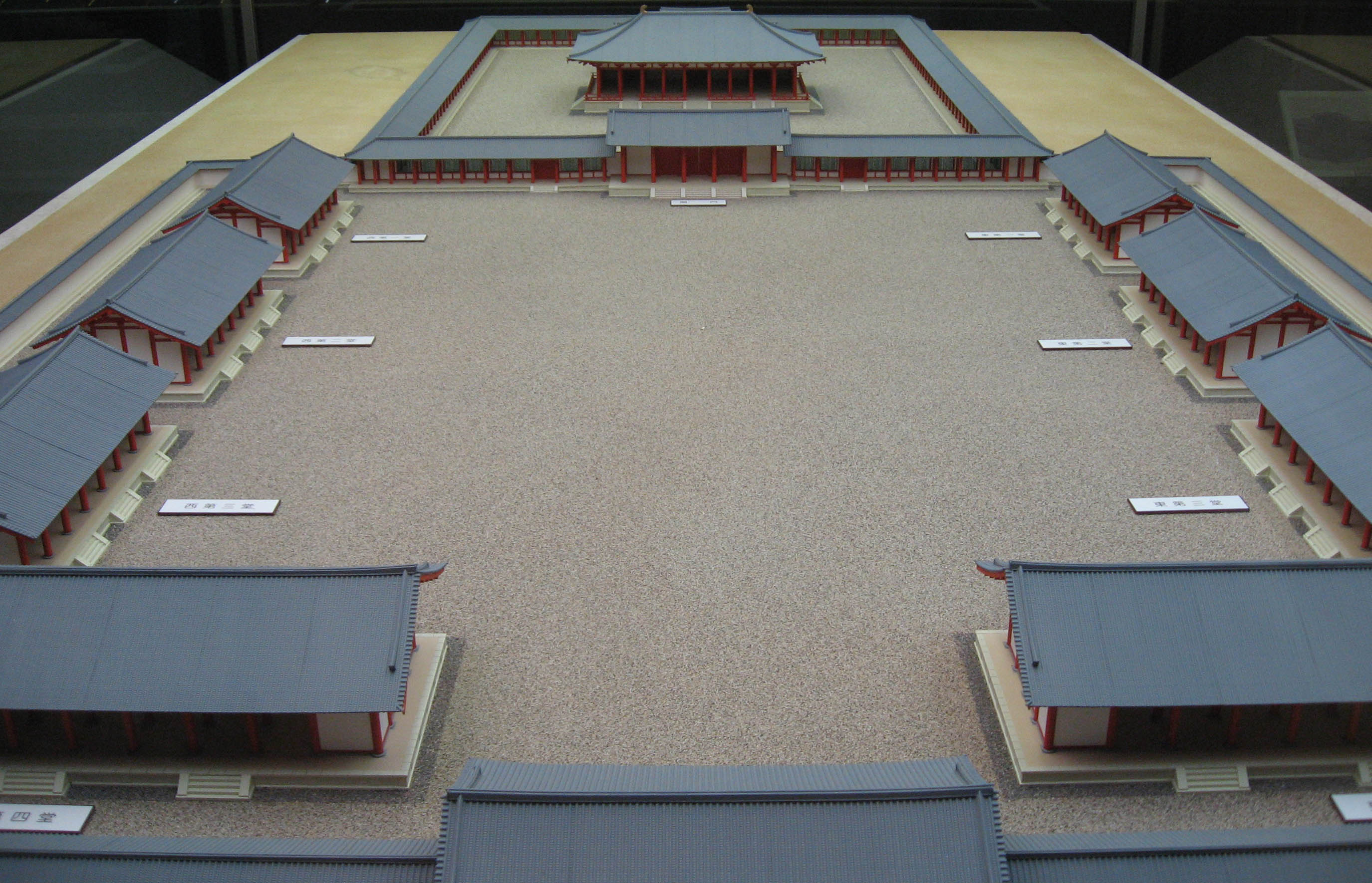
Chōdō-in (朝堂院) van Nagaoka-kyō (restoratiemodel)

De stad werd in 784 door keizer Kammu tot hoofdstad gemaakt. Volgens de Shoku Nihongi koos hij de locatie vanwege de betere transportroutes over het water ten opzichte van de vorige hoofdstad, Heijo-kyo. Andere mogelijke verklaringen zijn dat hij wilde ontkomen aan de macht van het boeddhisme.
In 785 werd Fujiwara no Tanetsugu, de bestuurder die de leiding had over de nieuwe hoofdstad, vermoord. De broer van de keizer, prins Sawara, werd van de moord beschuldigd. Hij werd naar de provincie Awaji verbannen, maar stierf onderweg daarheen.
In 794, amper 10 jaar nadat Nagaoka-kyō hoofdstad was geworden, verplaatste de keizer de hoofdstad naar Heian-kyo. Motieven hiervoor waren dat de rivieren bij Nagaoka-kyō vaak overstroomden. Deze overstromingen brachten onder andere ziektes met zich mee. De stad zelf raakte nadien in verval.
In 1954 werden bij opgravingen enkele resten van Nagaoka-kyō teruggevonden, waaronder de poort naar het keizerlijk paleis.